# Орден Белого лотоса
О́рден Бе́лого Ло́тоса — награда Калмыкии, учреждённая постановлением Парламента Республики Калмыкия от 7 августа 1993 года № 81-IX. Первоначально назывался как Орден «За заслуги перед Республикой Калмыкия — Хальмг Тангч». Автором ордена является заслуженный художник Республики Калмыкия Джиргал Монголович Харцхаев.
В настоящее время прописан Законом Республики Калмыкия от 3 ноября 2011 года № 294-IV-З «О государственных наградах Республики Калмыкия».

## Правила награждения
Согласно Статуту орденом Белого Лотоса награждаются видные общественные деятели, за исключительные заслуги, способствующие процветанию Республики Калмыкия.
Награждённому вручается орден Белого Лотоса, грамота о награждении орденом Белого Лотоса, удостоверение к государственной награде Республики Калмыкия.
Орден Белого Лотоса носится на шейной ленте.

## Описание ордена
Орден представляет собой слегка выпуклый эмалево-золотой круг, обрамлённый пучками расходящихся платиновых лучей. На кончике средних лучей в каждой четвёртой части круга закреплено по бриллианту. В центре круга на голубом эмалевом фоне расположено платиновое рельефное изображение белого лотоса, под которым помещён бриллиант. Центральная часть ордена заключена в золотую сдвоенную ваджру. В золотом кольце ваджры размещаются восемь рубинов и между ними восемь бриллиантов. Вершины ваджры в углублениях заполняются голубой эмалью. Размер ордена между вершинами ваджры — 54 мм.
Орден при помощи ушка соединён с шёлковой муаровой лентой с продольными полосами голубого, белого и жёлтого цветов. Общая ширина ленты — 30 мм, длина — 80 см.

## Награждения
Орденом Белого Лотоса награждены:
- Алексий II — патриарх Московский и Всея Руси;
- Далай-лама XIV (29 ноября 2006)[3];
- Алексей Гордеев — министр сельского хозяйства России;
- Александр Игнатьев — игрок ФК «Уралан» (Элиста);
- Кирсан Илюмжинов — первый президент Калмыкии, награждён 5 апреля 2012 года;
- Геннадий Кулик — депутат Государственной Думы;
- Семён Липкин — переводчик на русский язык калмыцкого эпоса «Джангар»;
- Пётр Надбитов — художественный руководитель Государственного театра танца «Ойраты»;
- Андрей Саморуков — игрок ФК «Уралан» (Элиста).
- Мингиян Семёнов — чемпион России 2012 года по греко-римской борьбе (2012).